# Jersey Reds
Jersey Reds fue un equipo de rugby con sede en la isla de Jersey, una dependencia de la Corona británica del canal de la Mancha.
Actualmente en la isla sigue existiendo el Jersey RFC, equipo de rugby amateur el cual era propietario del equipo profesional.
El equipo estuvo integrado en el sistema de ligas de Inglaterra, en su última temporada disputó la segunda división del rugby del mencionado país.

## Historia
El rugby se ha jugado desde 1879 en la Isla, solo suspendido en la ocupación de la Alemania nazi de la isla.
La era moderna del club comenzó en 1961 cuando se compraron terreros en la localidad de Saint Peter, en donde se construyó las instalaciones definitivas para el funcionamiento del club.
La primera temporada competitiva del club fue la de 1987/88, comenzando en la séptima división de Inglaterra.
En la temporada 2011-12 obtuvo el campeonato de la tercera división de Inglaterra, ascendiendo al RFU Championship ingresando al primer campeonato profesional en su historia.
Desde 1920 disputa la Siam Cup frente a sus vecinos de la isla de Guernsey.
El 27 de abril de 2017 disputó la final de la British and Irish Cup frente al equipo irlandés Munster A perdiendo por un marcador de 29 a 28.

## Palmarés
- RFU Championship (1): 2022-23
- National League 1 (1): 2011–12
- Subcampeón British and Irish Cup 2016-17